# 小市琢磨
小市 琢磨（こいち たくま　1975年 - ）は、カンボジアの企業家。
海城中学校・高等学校（平成5年）卒業、在学中生徒会長を務める、高校１年生から生徒会長に就任、生徒会の活動の合間を縫って旅をしていた。高校在学中、韓国と北朝鮮の国境である板門店や旧ソ連と東ヨーロッパ７ヵ国（ドイツ、ハンガリー、ルーマニア、旧ユーゴスラビアなど）を回った。大学で開発経済学（日本大学農獣医学部拓殖学科中退）を専攻し、国連難民高等弁務官事務所（UNHCR）に学生ボランティアとして参加後に、1996年にカンボジアでロコモ社を設立。以降、代表を13年間務める。(2024年現在、カンボジア関連省庁のサイトでは、2009年まで代表であることも、あったことも確認できない）
日系・ベトナム系を中心に50社以上と貿易を行っていた。2001年にコンサルティング業務を開始し、カンボジアにおける投資関連調査や政府系機関との折衝を行っていた。（これらは、社長などの会社を代表する形で関わった事実は確認できず、実態は不明である）カンボジア・ジェトロのコーディネイターを2024年まで務めた。
以下、経歴には、本人らによる加筆によるものがあると思われ、真偽の確認が必要である。なお、脚注にあるサイトには，2024年8月12日現在、ほとんどアクセスできない。

## 経歴
1996年　カンボジアでロコモ社を設立
1998年　カンボジア恐妻会　会長
2006年　中小企業基盤整備機構国際化支援アドバイザー
2011年　仕事を一時休業し、震災対応などで民主党衆議院議員（当時）高橋昭一氏の事務所職員として手伝う。
2012年　日本カンボジア交流促進年事業実行委員会事務局長。
2013年9月1日　海原会プノンペン支部発足。
2015年　”カンボジアで出会いたい100人”　西村清志郎著で紹介される。
2016年3月1日　カンボジアンタイガーFCの特別顧問に就任。
2017年10月15日　テレビ東京で放映された「宇宙船オリエンタルの地球スマイル探査隊」が違法取材をしていた疑惑をFacebookで追及。
2018年5月　カンボジア日本人会の会長に就任。
2019年　絵本『中田厚仁物語－夢は世界を平和にすること』の出版コーディネートを担当。

## 関連人物・関連項目
高橋 昭一
阪口 直人